# Haytham al-Maleh
Haytham al-Māleḥ (in arabo هيثم المالح‎?; Damasco, 15 agosto 1931) è un avvocato e attivista siriano.

## Biografia
Dai primi anni dell'indipendenza siriana impegnato per l'affermazione ed il rispetto dei diritti umani. Incarcerato una prima volta negli anni cinquanta, è stato in seguito trattenuto nelle carceri siriane per la sua attività all'interno del Freedom and Human Rights Committee of the Syrian Law Union, l'Ordine degli avvocati siriano. Il suo impegno ha portato all'attenzione della commissione del foro di Damasco la questione dei diritti umani, permettendo l'approvazione da parte dell'Autorità Generale dell'Ordine della risoluzione n.1 del 1978, che chiedeva la revoca dello stato di emergenza (in vigore dal 1963), l'abolizione dei tribunali speciali e la liberazione o la possibilità di avere un processo civile per i detenuti. L'impegno gli costò sette anni di reclusione (1980 - fine 1986).
Nel 2001 ha fondato la "Human Rights Association in Syria" (HRAS), priva di autorizzazione statale, ed il suo lavoro ha trovato riconoscimento internazionale nel 2006 con il conferimento della prestigiosa medaglia Geuzen, assegnata dal governo olandese per il coraggio nella lotta per i diritti umani.
Il 14 ottobre 2009, a seguito di un'intervista telefonica rilasciata il 12 ottobre all'emittente anti-regime Barada TV in cui ha criticato le autorità siriane per la continua repressione della libertà di espressione, nonché per il perseverante mancato rispetto dei diritti umani, al-Maleh è stato nuovamente incarcerato ad Adra, principale carcere di Damasco, accusato dal tribunale militare di aver rilasciato informazioni false che minano la morale della nazione e sono di insulto a presidente e giudici.